# Stroești (gmina w okręgu Vâlcea)
Stroești – gmina w Rumunii, w okręgu Vâlcea. Obejmuje miejscowości Cireșu, Dianu, Obrocești, Pojogi-Cerna i Stroești. W 2011 roku liczyła 2809 mieszkańców.